# Stanwell
Stanwell A/S — датская компания по производству курительных трубок и аксессуаров к ним.

## История
В 1942 году, в самый разгар второй мировой войны, датский предприниматель Пол Нильсен, ныне более известный как Пол Стенвилл (Paul Stanwell), решил открыть производство курительных трубок. Ситуация ему во всех смыслах благоприятствовала: по известным причинам экспорт бриаровых изделий из Англии и Франции, да и самого сырья, был сильно затруднен. И мастерская Нильсена-Стенвилла приступила к выпуску трубок из наиболее подходящего материала, который был под рукой: из датского бука. После войны компания встретила конкуренцию со стороны английских и французских предприятий, чтобы не оказаться банкротом Стенвилл наладил выпуск трубок из бриара, закупаемого в Греции и Марокко.
Через несколько лет трубки выпускаемые Стенвиллом, благодаря дизайну и качеству, приобрели хорошую репутацию. Новые формы, придуманные дизайнерами, сейчас считаются классическими и ценятся курильщиками и коллекционерами во всем мире.

## Деятельность
Модельный ряд компании Stanwell весьма разнообразен; чтобы остаться «на волне», компания постоянно проводит конкурсы молодых дизайнеров. Это позволяет регулярно обновлять ассортимент новыми дизайнерскими решениями — как смелыми свободными работами, так и трубками на основе классических форм. Вообще, выбор трубок с характерным клеймом «S» отличается особым разнообразием, причем изделия классических форм реализуются главным образом на внутреннем рынке, в то время, как трубки «вольного стиля» находят большой спрос за рубежом.
Ежегодно, компания Stanwell изготовляет «трубку года», которая отличается от других трубок уникальным и никогда не повторяющимся дизайном. Эта традиция была заложена в 1979 году и продолжается по сегодняшний день. Дизайн трубки года всегда уникален и разрабатывается самыми известными датскими Мастерами: Jess Chonowitsch, Sixten Ivarson, Tom Eltang и некоторыми другими. Ассортимент трубок года:
- безфильтровые гладкие (limited edition — ограниченный выпуск)
- 9 мм фильтровые гладкие
- безфильтровые бластовые
- 9 мм фильтровые бластовые
- безфильтровые полубластовые (последние несколько лет)
- 9 мм фильтровые полубластовые (последние несколько лет)

Всего 6 видов, 2 формы в трех финишах. До последних несколько лет (2005—2006) полубласты не выпускались, поэтому было всего 4 вида: 2 формы в двух финишах.